# フロリアン・バーガー
フロリアン・バーガー（Florian Bergér, 1989年3月31日 - ）は、ドイツのパイロット。2015年からレッドブル・エアレース・ワールドシリーズのチャレンジャークラスに参加していた。

## キャリア

### パイロットの始まり
バーガーは滑走からキャリアを始めた。彼はルフトハンザドイツ航空のエアバスA320のパイロットでもある

### エアロバティック競技
バーガーはタンハイムにあるレッドブルエアレースチャンピオンのマティアス・ドルダラーの飛行学校でエアロバティックトレーニングを完了した。2014年以降、彼の国の代表として国際大会に出場してきた。その結果、エアロバティックスにおけるヨーロッパ選手権のチームコンペティションで3位を獲得し、ドイツ選手権でアンリミテッド（無制限）のカテゴリーでいくつかのメダルを獲得した2016年のドイツ国内選手権で準優勝し、2018年のドイツ国内選手権で優勝した。
2019年のレッドブル・エアレース終了後、2022年開幕のワールドチャンピオンシップエアレース（WACR:World Championship Air Race）にもレースパイロットとして参加

## 結果

### レッドブル・エアレース・ワールドシリーズ
2015年にバーガーがチャレンジャークラスに参加したとき、彼はレッドブルエアレースで飛ぶ史上最年少のライダーの一人であった。
バーガーは、レッドブル・エアレース・チャレンジャークラスで年間総合優勝した最初のドイツ人パイロットであり、また年間総合優勝を2回獲得した世界で唯一のパイロットである。
バーガーは、レッドブル・エアレースの同僚であるダニエル・リファと共に正式にStand-by-Masterとなった。マスターパイロットの1人が長期的に離れる場合や欠員が生じた場合に、マスタークラスに昇格する予定であった。

#### チャレンジャークラス
| 開催年 | 1     | 2         | 3        | 4         | 5         | 6      | 7      | 8   | ポイント | 勝利数 | 最終順位 |
| ------ | ----- | --------- | -------- | --------- | --------- | ------ | ------ | --- | -------- | ------ | -------- |
| 2015年 | 4位   | 4位       | 不参加   | 6位       | 5位       | 5位    | 3位    |     | 14       | 0      | 5位      |
| 2016年 | 3位   | 1位       | 不参加   | 4位       | 2位       | 1位    | 不参加 | CAN | 28       | 2      | 1位      |
| 2017年 | 2位   | 1位       | 1位      | 不参加    | 不参加    | 2位    | 2位    | 4位 | 38       | 2      | 1位      |
| 2018年 | 1位   | 不参加    | 2位      | 不参加    | 不参加    | 不参加 | 1位    | 2位 | 36       | 2      | 2位      |
| 2019年 | 位110 | R1 不参加 | R2 1位10 | R1 不参加 | R2 不参加 | 1位    |        |     | 20       | 3      | 1位      |

備考: * CAN: 中止 * DNP: 不参加 * DNF: 途中棄権 * DSQ: 失格

### 曲技飛行大会
| 開催期間                 | 競技名                                      | 開催場所                                                         | クラス       | 順位 | 使用機   | 機体記号 | 備考   |
| ------------------------ | ------------------------------------------- | ---------------------------------------------------------------- | ------------ | ---- | -------- | -------- | ------ |
| 2010年                   | 第10回 ラインスドルフ・チャレンジ           | ドイツ ラインスドルフ                                            | Advanced     | 5位  | EA-300S  | D-EVVV   | [ 5 ]  |
| 2010年                   | 第10回 ブランデンブルク・チャンピオンシップ | ドイツ ラインスドルフ                                            | Advanced     | 3位  | EA-300S  | D-EVVV   | [ 6 ]  |
| 2010年                   | 第50回 ドイツ選手権                         | ドイツ アッシャースレーベン                                      | Intermediate | 1位  | EA-300S  | D-EVVV   | [ 7 ]  |
| 2013年                   | 第53回 ドイツ選手権                         | ドイツ アッシャースレーベン                                      | Advanced     | 2位  | EA-330SC | D-EVIX   | [ 8 ]  |
| 2014年 8月23日 - 30日    | 第19回 FAI曲技飛行ヨーロッパ選手権          | ハンガリー バーチ・キシュクン県ケチケメート · (マトコプスタ空港) | Unlimited    | 20位 | EA-330SC | D-EVIX   | [ 9 ]  |
| 2014年 8月23日 - 30日    | 第19回 FAI曲技飛行ヨーロッパ選手権          | ハンガリー バーチ・キシュクン県ケチケメート · (マトコプスタ空港) | Freestyle    | 7位  | EA-330SC | D-EVIX   | [ 10 ] |
| 2015年 8月20日 - 29日    | 第28回 FAI曲技飛行世界選手権                | フランス シャトールー                                            | Unlimited    | 27位 | EA-330SC | D-EVIX   | [ 11 ] |
| 2016年 8月20日 - 28日t   | 第20回 FAI曲技飛行ヨーロッパ選手権          | チェコ モラフスカー・トシェボヴァー                              | Unlimited    | 17位 | EA-330SC | D-EVIX   | [ 12 ] |
| 2016年 8月20日 - 28日t   | 第20回 FAI曲技飛行ヨーロッパ選手権          | チェコ モラフスカー・トシェボヴァー                              | Freestyle    | 7位  | EA-330SC | D-EVIX   | [ 13 ] |
| 2016年 7月17日 - 7月23日 | 第56回 ドイツ選手権                         | ドイツ バレンシュテット                                          | Unlimited    | 2位  | EA-330SC | D-EVIX   | [ 14 ] |
| 2016年 7月17日 - 7月23日 | 第56回 ドイツ選手権                         | ドイツ バレンシュテット                                          | Freestyle    | 2位  | EA-330SC | D-EVIX   | [ 15 ] |
| 2018年 7月29日 – 8月4日  | 第58回 ドイツ選手権                         | ドイツ アルケルスレーベン                                        | Unlimited    | 1位  | EA-330SC | D-EVIX   | [ 16 ] |
| 2018年 9月1日 - 8日      | 第21回 FAI曲技飛行ヨーロッパ選手権          | チェコ インドルジフーフ・フラデツ                                | Unlimited    | 15位 | EA-330SC | D-EVIX   | [ 17 ] |
| 2018年 9月1日 - 8日      | 第21回 FAI曲技飛行ヨーロッパ選手権          | チェコ インドルジフーフ・フラデツ                                | Freestyle    | 6位  | EA-330SC | D-EVIX   | [ 18 ] |